# Siegfried Naumann
Siegfried Naumann, folkbokförd Eugen Sigfrid Naumann, född 27 november 1919 i Malmö, död 13 juni 2001 i Möllevången i Malmö, var en svensk tonsättare, professor och dirigent.

## Karriär
Naumann studerade vid Kungliga Musikhögskolan i Stockholm 1942–1945. Han fortsatte sina studier vid Mozarteum i Salzburg sommaren 1949 och därefter vid Accademia Nazionale di St:a Cecilia i Rom 1949–1954. Hans lärare i komposition var bland andra Ildebrando Pizzetti och Francesco Malipiero, och lärare i dirigering var bland andra Wilhelm Furtwängler och Hermann Scherchen.
Naumann var dirigent för Örnsköldsviks musiksällskap 1945–1949 och var verksam som dirigent i Italien, England och Tyskland och arbetade också med många orkestrar i Skandinavien. Han grundade 1962 ensemblen “Musica Nova“ för att särskilt arbeta med nutida repertoar och han var ledare för ensemblen till 1977. Han var lärare i orkesterdirigering vid Kungliga Musikhögskolan 1963–1983.

## Familj
Naumann var son till Dresdenbördige kapellmästaren Jean Naumann (1887–1965) i äktenskap med svenskan Ida Naumann, ogift Carlsson (1886–1964). Siegfried Naumann var gift från 1947 med Barbro Söderström (1921–2009) och fick sonen Johannes samma år, senare var han gift under en period med Britta Naumann (född 1925) och från 1984 (till sin död) med den svenska skådespelaren Ellika Mann (1924–2003).
Siegfried Naumann är begravd på Sankt Pauli norra kyrkogård i Malmö.

## Priser och utmärkelser
- 1972 – Mindre Christ Johnson-priset för Spettacolo I
- 1975 – Ledamot nr 794 av Kungliga Musikaliska Akademien
- 1976 – Professors namn
- 1991 – Stora Christ Johnson-priset för mångårig tonsättargärning, hög estetisk och teknisk nivå, osedvanlig personlig målmedvetenhet och integritet
- 1991 – Atterbergpriset
- 1993 – Stimstipendiat
- 1997 – Medaljen för tonkonstens främjande

## Verkförteckning

### Instrumentalmusik
- Tre klassiska danser stråkorkester och blåskvintett (1937)
- Präludium och Sommarkoral för stråkorkester (1947)
- Duo för klarinett och fagott (1948)
- Sonatine för piano (1948)
- Sonat för flöjt (1949)
- Sinfonia no 1 för kammarorkester (1949)
- Symfoni nr 2 (1951)
- Improvisata för violin och orkester (1952)
- Ruoli – Studio aleatorico, op. 1, för 2 klarinetter, basklarinett och bassetthorn (1959)
- Trasformazioni per strumenti, op. 5, för orkester (1962)
- Risposte I, op. 6, för flöjt/altflöjt/piccolaflöjt och slagverk (1963)
- Risposte II, op. 7, för piano, orgel, elgitarr och trombon (1963)
- Strutture per Giovanni, giovane organista, op. 9, för orgel (1963)
- Cadenze per 9 strumenti, op. 10, för flöjt, klarinett, basklarinett, horn, trumpet, trombon, slagverk, violin och cello (1964)
- Vild och glad, op. 15, musik till TV-teater för 3 horn (1966)
- Solitude, op. 17, för harpa, slagverk och hammondorgel/piano (1966)
- Massa vibrante, op. 20, för slagverk (1969)
- Estate, op. 21, för orkester (1968)
- Teatro strumentale per Musica Nova, op. 22, för kammarorkester (1969–71)
- Suoni Esposti, op. 23, för orkester (1970)
- Fanfarer, op. 25, för blåsorkester (1974–76)
- Bombarda, op. 27, för orgel och slagverk (1973)
- Ungdom – Gioventu – Jeunesse – Jugend – Youth, op. 31, för orkester (1975)
- Organum – 10 studi, op. 33, för orgel och klockspel ad lib (1977–78)
- Clarisonus – Teatro strumentale, op. 34, för klarinett och 4 högtalare (1978)
- Flores sententiarum, op. 36, för blandad kör och orkester (1980)
- Strutture per Giovanni för blåsorkester (1963/1980)
- Ljudtrappa, op. 38, för blåsare och slagverk (1982)
- Giuoco di suono (”Ljudspel”), op. 39, för symfonisk blåsorkester (1984)
- Giocando colle mani, op. 40, ljudlek för piano och slagverk ad lib (1984)
- Marcia a Montecelio nr 1, op. 44a, för blåsorkester (1986)
- Marcia a Montecelio nr 2, op. 44b, för blåsorkester (1987)
- Tripla, op. 46, för violin, cello och piano (1987)
- Strutture per un'orchestra sinfonica, op. 45, för orkester (1986)
- In memoria di Giovanni Gabrieli, op. 47, för 9 horn och orgel (1988)
  - Version för 2 orglar, op. 47b (1997)
- Violino solo a Jennifer, op. 48, för violin (1988)
- Pianoforte solo a Michal, op. 49, för piano/slagverk (1988)
- Violoncello solo a Hege, op. 50, för cello (1988)
- Tre movimenti, op. 54, för stråkkvartett (1990–91)
- Strutture per due violini, op. 51, för 2 violiner (1988)
- Risposte III, op. 60, för flöjt, slagverk, harpa och stråkar (1994)
- Musica, op. 62, för 9 klarinetter (1995)
- Fanfara di nozze, op. 62, för trumpet (1996)
- Quartetto, op. 64, för saxofonkvartett (1997)
- Concerto, op. 65, för orgel, 3 piccolaflöjter, 3 trumpeter, 4 horn, 3 tromboner, tuba, 2 slagverkare och kontrabas (1998)

### Vokalmusik
- Vaggvisa för röst och piano till text av Erik Blomberg (1945)
- Rening, tre sånger till text av Ragnar Jändel (1945)
  1. ”Vaknatt”
  2. ”Den döde guden”
  3. ”Rening”
- Musica sacra no 2 för recitatör, 2 flöjter och stråkorkester till bibeltexter (1947)
- Tre sånger för röst och piano till text av Anders Österling (1949)
  1. ”Svårstund”
  2. ”Kyrkogården”
  3. ”Ljushymn”
- Musica sacra no 4 för blandad kör och orkester till text ur Lukasevangeliet (1958)
- 7 sonetti di Petrarca för tenor, harpa, 4 celli och vibrafon (1959)
- 4 favole di Fedro, op. 3, för blandad kör med ackompanjemang till latinsk text av Faedrus (1960)
  1. ”Vulpes et ciconia”
  2. ”Leo senex, aper, taurus et asinus”
  3. ”Canis per fluvius carnem ferens”
  4. ”Lupus et agnus”
- Il cantico del sole, op. 8, för blandad kör och orkester till text av Franciskus av Assisi (1963)
- Messa in onore della Madonna di Loreto, op. 11, för blandad kör, orgel och slagverk (1964)
- Pyromanerna, op. 12, musik till TV-teater för röster och instrument (1965)
- Spettacolo no 1 per soprano e strumenti, op. 18, för sopran och orkester till text av Faedrus (1967)
- Spettacolo no 2 för blandad kör och orkester till text av Carl von Linné (1969)
- Due cori su testi latini, op. 24, för blandad kör med ackompanjemang (1970)
- Il cieco del ponte a Moriano : Dialogo, op. 26, för tenor, blandad kör och instrument till italiensk text av Idelfonso Nieri (1972)
- Tre canti da cabaret, op. 29, för sopran eller tenor med några slaginstrument till italiensk text av Aldo Palazzeschi (1973)
- Pastorale – 3 brevi canti, op. 28, för blandad kör a cappella till text av Lars Englund (1970)
- Vita vinum est, op. 32, för blandad kör a cappella till latinsk text av Petronius (1976)
- Och lärkan slår och Skånes somrar ila, ljudpoem för blandad kör och orkester till text av tonsättaren (1985)
- Mixturae, op. 42, för sopran, orgel och 3 slagverkare (1985)
- Orden av Anders Österling, op. 43, tre sånger för manskör, piano och 2 slagverkare (1986)
- Skåne, op. 56, för kontraalt och orkester till text av Anders Österling (1992)
- Versi da Francesco d'Assisi, op. 57, för sopran, flöjt och slagverk (1992)
- Cadenze, op. 58, för alt och orkester (1993)
- Arie di battaglia, op. 52, för sopran, tenor och symfonisk blåsorkester (1989)
- Il pianto della Madonna – Lauda drammatica, op. 53, kyrkoopera för blandad kör med ackompanjemang med libretto av Jacopone da Todi (1990)
- Fem skånetexter, op. 55, för blandad kör med ackompanjemang (1991)
  1. ”Landskapet är ett själstillstånd – sitt eget” till text av Hjalmar Gullberg
  2. ”Kust” till text av Gabriel Jönsson
  3. ”Midsommar, Bäkebergsslätt” till text av Hjalmar Gullberg
  4. ”Sandhammarn” till text av Vilhelm Ekelund
  5. ”Jag väntar vid grinden åt havet” till text av Anders Österling
- Dagens doft, op. 59, 7 sånger för blandad kör a cappella till text av Jan Östergren (1993)
  1. ”Först en syrlig höstlig arom”
  2. ”Varför inte öppna en burk pepparrot?”
  3. ”Palsternackan”
  4. ”Rödkålsbyk”
  5. ”Rädisan”
  6. ”Bokstävlarna”
  7. ”Välstrimmad Mårtens-gås”
- Messa da requiem, op. 61, för blandad kör med ackompanjemang (1995)
- Tre canti, op. 63, 3 sånger i transpiranto för blandad kör, kontrabas och slagverk till text av Ludvig Hagwald (1996)